# Iota
Das Iota bzw. Jota (altgriechisches Neutrum ἰῶτα iō̂ta, „der kleinste Buchstabe“ nach Matthäus 5, 18, neugriechisch (Dimotiki) Ιώτα, Majuskel Ι, Minuskel ι) ist der 9. Buchstabe des griechischen Alphabets und hat nach dem milesischen System den Zahlwert 10. Er wurde in der Antike wie heute identisch, nämlich [i] ausgesprochen; von ihm stammt der lateinische Buchstabe i ab.
In Mt 5,18  heißt es:

„Denn wahrlich, ich sage euch: Bis der Himmel und die Erde vergehen, soll auch nicht ein Jota oder ein Strichlein von dem Gesetz vergehen, bis alles geschehen ist.“

Die ursprüngliche Bedeutung ‚der kleinste Buchstabe‘ wird also im Neuen Testament im übertragenen Sinne ‚etwas sehr Geringes‘ verwendet.
Im literarischen Kontext findet der Begriff häufig Verwendung. So legt beispielsweise Johann Wolfgang von Goethe in Wilhelm Meisters Lehrjahre im Vierten Buch, 16. Kapitel dem Protagonisten Folgendes in den Mund: „Beste Freundin“, versetzte Wilhelm, „ich kann auch hier nicht ein Jota nachgeben.“ Sowie in seinem Stück Faust. Eine Tragödie, Studierzimmer, im Gespräch zwischen Mephistopheles und Schüler: „Mit Worten läßt sich trefflich streiten, Mit Worten ein System bereiten, An Worte läßt sich trefflich glauben, Von einem Wort läßt sich kein Jota rauben.“

## Herkunft
Das Iota stammt, wie fast alle griechischen Buchstaben, von dem entsprechenden phönizischen Buchstaben, in diesem Falle Jod, ab.